# AN-52
AN-52는 프랑스의 항공기용 핵폭탄이다.

## 역사
1972년 8월 28일 최초로 시험했다. 10월에 실전배치되었다. 80-100발이 생산되었다.
길이 4.2 m (13 ft 9 in), 무게 455 kg (1,003 lb), 6-8 kt 버전과 25 kt 버전 두가지가 있다.
다소 미라주 IIIE(최대이륙중량 13톤), SEPECAT 재규어 A(최대이륙중량 15톤), 다소 쉬페르 에탕다르(최대이륙중량 12톤)에 장착했다.
ASMP 공대지 핵순항미사일을 사용하기로 하여, 1992년에 퇴역했다.
다소 쉬페르 에탕다르는 배수량 3만톤급 클레망소급 항공모함 2척의 주력 함재기였다. 프랑스 해군은 핵공격 임무를 위해 배수량 4만톤급 재래식추진 프랑스 항공모함 베르됭을 건조하려고 1958년 발주했다. 그러나 1961년 비용문제로 취소했다. 그에 따라, 클레망소급 2척을 AN-52 핵폭탄 운용을 할 수 있도록 개조했다. 그 이후, 배수량 4만톤급 핵추진 샤를 드 골 (항공모함)을 건조했다. 샤를드골함은 프랑스 최초의 핵추진 항공모함인데, 1986년에 발주해서 2001년에서야 겨우 취역했다. 원자로 사용에 문제가 있어서 건조에 상당한 차질이 있었다. 미국 이외에는 샤를드골함이 최초의 핵추진 항모이며, 유일한 핵추진 항모이다.
주요 선진국들 중에서 배수량 4만톤급 항공모함을 건조했던 나라는, 미국, 영국, 프랑스, 러시아, 중국 등이 있는데, 한국은 2030년 배수량 4만톤급 백령도함을 건조하려고 한다.

## 비교
- AN-11, 실전배치 1964년, 무게  1500 kg, 폭발력 60 kt, 프랑스 최초의 핵폭탄
- AN-22, 실전배치 1967년, 무게  700 kg, 폭발력 70 kt, 프랑스 2세대 항공기용 핵폭탄
- AN-52, 실전배치 1972년, 무게  455 kg, 폭발력 25 kt, 프랑스 3세대 항공기용 핵폭탄
- ASMP, 실전배치 1986년, 무게  860 kg, 폭발력 300 kt, 사거리 300 km, 프랑스 공대지 핵순항미사일
- ASMP-A, 실전배치 2009년, 무게  860 kg, 폭발력 300 kt, 사거리 500 km, 프랑스 공대지 핵순항미사일